# Zhu Da

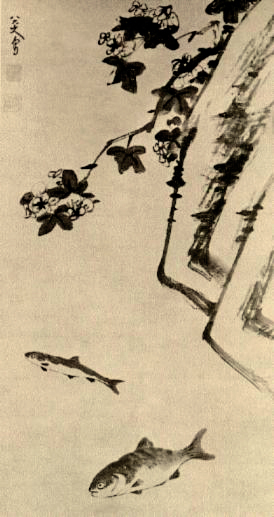
Zhu Da – Fische

Zhu Da (chinesisch 朱耷, Pinyin Zhū Dā, W.-G. Chu Ta; auch bekannt als Bādà Shānrén 八大山人 – Pa-ta-shan-jen; * 1625 in Nanchang (Provinz Jiangxi); † 1705) war ein chinesischer Maler und Kalligraph der Qing-Dynastie.

## Leben
Der Abkömmling des Ming-Prinzen Zhu Quan galt als Wunderkind und begann bereits in frühester Kindheit mit dem Malen und dem Schreiben von Gedichten. Nach dem Sturz der Dynastie 1644 floh er im Alter von zwanzig Jahren in ein buddhistisches Kloster und wurde Mönch. Nach einem 1678 erlittenen Nervenzusammenbruch zeigte Zhū Züge einer ernsthaften Geisteskrankheit, die ihn insbesondere zu krankhaft-abrupten Wechseln zwischen euphorischer Hochstimmung und Depression führten. Eines Tages schrieb er das Zeichen „yǎ“ (啞; „stumm“) an seine Tür und sprach fortan kein Wort mehr, obwohl er weiterhin lachte, schrie und gestikulierte. Viele seiner Bilder, die er übrigens zu verschenken pflegte, entstanden unter dem Einfluss von Alkohol. Beim Kalligraphieren soll er laut einem Biographen üblicherweise den Arm entblößt und dabei tierartige Laute ausgestoßen haben. Ein kurzer, mit dem Verlassen des Klosters und einer Eheschließung verbundener, Ausflug in das Weltleben Ende der 1670er Jahre sollte nur von kurzer Dauer sein.

## Werk
Zhūs Malstil ist von Exzentrik geprägt. Langsam und in gewundener Bewegung pflegte er den – häufig ungleich nassen – Pinsel zu führen. Teilweise trug er die Tusche so feucht auf, dass sich Kleckse bildeten, die hart mit den bisweilen im selben Bild anzutreffenden trocken-spröden Pinselstrichen kontrastieren.
Seine Landschaften erscheinen durch ihre formale Beschränkung auf wenige Gestaltungselemente und die Vermeidung jeder Tiefenwirkung erstaunlich modern. Rätselhaft wirken auf den Betrachter indes Zhūs Tierdarstellungen: Die Augen von Vögeln hat er etwa durch viereckige oder rautenartige Formen verfremdet. Auch wirken die Tiere häufig menschlich, wenn etwa Fische und Krähen den Betrachter böse anblicken oder kleine flaumige Vögel eine ganz und gar untierische Aura von Selbstzufriedenheit ausstrahlen. Während manche Interpretatoren etwa in den grotesk-dürren Beinchen von Zhūs Vögeln lediglich karikative Scherze sehen, vermuten andere hinter seinen Tierdarstellungen versteckte Kritik an der mandschurischen Fremdherrschaft durch die Qing-Dynastie.
In den 1930er Jahren trat der chinesische Maler Zhang Daqi mit angeblich von Zhūs Hand stammenden Fälschungen an die Öffentlichkeit, die aber wegen ihres weicheren und runderen Pinselstrichs schnell entlarvt wurden.